# Ciała Elzholza
Ciała Elzholza (ang. Elzholz bodies) – kuliste inkluzje cytoplazmatyczne utworzone z nienasyconych lipidów. Spotykane są w obszarach węzłów Ranviera oraz okołojądrowo.
Występują w mielinizujących komórkach Schwanna.